# Guerrino Boatto
Guerrino Boatto (Codroipo, 5 marzo 1946 – Venezia, 22 aprile 2018) è stato un pittore e illustratore italiano.
In particolare è noto per l'iperrealismo delle sue opere ad aerografo, rappresentanti i più svariati soggetti, ma con una grande predilezione per le automobili d'epoca e i soggetti presentati cromature o riflessi di luce. È considerato tra i migliori aerografisti italiani.

## Biografia
Nasce a Codroipo il 5 marzo 1946, figlio di un ingegnere ferroviario. Nel 1949 la sua famiglia si trasferisce a Venezia. Fin da piccolo mostra passione e talento nel disegno a mano ed infatti studia prima arte presso il liceo artistico statale "Istituto Statale d'Arte di Venezia, diplomandosi nel 1967 e successivamente Corso Superiore di Disegno Industriale Venezia fino al 1971. La scelta degli studi è merito anche dello zio (fratello maggiore della madre) Louis Bosa, egli stesso artista statunitense noto.
Terminati gli studi inizia a lavorare dapprima come illustratore presso un'agenzia pubblicitaria, e poi come direttore artistico. Decide dopo non molto di trasferirsi negli Stati Uniti, a San Francisco, per frequentare la Academy of Art University. Qui scopre l'aerografo, rimanendone molto colpito ed iniziando da subito a studiare questa tecnica. Completati gli studi gli viene offerta una cattedra da insegnante all'interno della scuola stessa, ma preferisce tornare a Venezia per iniziare una carriera come pittore e illustratore.
Durante gli anni '80 collabora con agenzie pubblicitarie, creando soprattutto illustrazioni di grande formato, utilizzate poi per cartelloni pubblicitari. Ha creato illustrazioni per Nordica, Barilla, Coca-Cola, Nestlé, Golia, FIAT, Ford, Volkswagen, Lamborghini, Mercedes-Benz, Zanussi, Pirelli, Sony, IBM, Levi Strauss, Swatch.

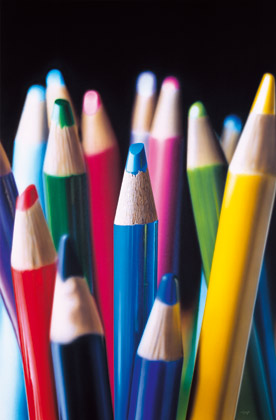
Pencils, acrilico su scholler (1986)

Tra i lavori più celebri i suoi dipinti realizzati per la Ford, tra cui la serie creata su commissione per il calendario Ford del 1993, una serie 12 auto che rispecchia lo splendore dei modelli di auto americane anni 50 e 60.
Oltre alle opere su commissione esegue dipinti raffiguranti matite e biglie.
È morto a Venezia il 22 aprile 2018, all'età di 72 anni, dopo una lunga malattia.

## Stile
Durante la sua carriera Boatto ha lavorato prevalentemente con l'aerografo, rifinendo le sue opere con l'ausilio di pastelli, colori ad olio e inchiostri.
A partire dagli anni 90 ha prevalentemente abbandonato l'utilizzo dell'aerografo per illustrazioni commerciali, dedicandosi quasi completamente a lavori artistici e a partire dal 2011 dedicandosi anche all'insegnamento.